# Manfred Böttcher (Wirtschaftsfunktionär)
Manfred Böttcher (* 14. März 1928 in Leipzig; † 15. Dezember 2012) war ein deutscher Wirtschaftsfunktionär, der unter anderem zwischen 1974 und 1990 Generaldirektor der Deutschen Werbe- und Anzeigengesellschaft (DEWAG) war.

## Leben
Manfred Böttcher, Sohn eines Arbeiters, absolvierte nach dem Besuch der Volks- und Mittelschule von 1944 bis 1946 eine Berufsausbildung als Finanzanwärter beim Finanzamt Leipzig-Ost. Danach begann er 1946 ein Studium der Rechtswissenschaften an der Universität Leipzig, welches er 1950 als Diplom-Jurist beendete. Er war zunächst von 1946 bis 1948 Mitglied der Liberal-Demokratischen Partei Deutschlands (LDPD) und wurde 1948 Mitglied der Freien Deutschen Jugend (FDJ). Nachdem er seit 1950 Kandidat war, wurde er 1954 Mitglied der Sozialistischen Einheitspartei Deutschlands (SED). Er arbeitete zwischen 1950 und 1951 als Hauptsachbearbeiter beim Zentralen Finanzamt Leipzig und danach von 1951 bis 1957 als Hauptreferent beim Ministerium der Finanzen.
Nachdem Böttcher 1957 seine Promotion zum Dr. rer. oec. abgeschlossen hatte, war er zwischen 1957 und 1968 Redakteur und zuletzt stellvertretender Chefredakteur im Verlag Die Wirtschaft und der Zeitschrift „Die Wirtschaft“. Er war in dieser Zeit 1958 wissenschaftlicher Aspirant an der Humboldt-Universität zu Berlin sowie zwischen 1968 und 1969 Leiter einer Abteilung im Ministerium für Wissenschaft und Technik, ehe er von 1969 bis 1971 stellvertretender Direktor der Akademie der marxistisch-leninistischen Organisationswissenschaft (AMLO) war. 1971 wechselte er zur Deutschen Werbe- und Anzeigengesellschaft (DEWAG), einem SED-eigenen Monopolbetrieb für die Werbung in der DDR. Dort war er zunächst zwischen 1971 und 1973 Leiter des Arbeitsstabes für die X. Weltfestspiele der Jugend und Studenten, die 1973 in Ost-Berlin stattfanden. Nachdem er von 1973 bis 1974 stellvertretender Generaldirektor war, wurde er 1974 als Nachfolger von Ulrich Osche schließlich selbst Generaldirektor der DEWAG und bekleidete diese Funktion bis 1990.

## Veröffentlichung
- Manfred Böttcher: Haben wir das verdient? Im Blickfeld sieben Jahrzehnte, drei Gesellschaftsordnungen und ein Leben, Nora, Berlin 2003, ISBN 978-3-936735-32-1